# Peter de Neumann
Bernard Peter de Neumann (18 de setembro de 1917 – 16 de setembro de 1972) foi um marinheiro da Inglaterra.